# Ida Nowakowska
Ida Victoria Nowakowska-Herndon (nascida em 7 de dezembro de 1990) é uma atriz, dançarina e apresentadora de televisão polonesa.

## Início da vida e carreira
Estudou em Nova York na Professional Performing Arts School e na Steps on Broadway e se apresentou na Metropolitan Opera . Em 2007, ela foi finalista na primeira temporada da versão polonesa de So You Think You Can Dance e alcançou o Top 10 da competição. Ela em 2016 voltou como juíza para a nona temporada .
Em 2019, ela foi juíza da primeira temporada do Dance Dance Dance transmitida na TVP2 na Polônia e é apresentadora do Junior Bake Off da Polônia. Ela co-apresentará a próxima edição do The Voice Kids em 2020, substituindo Barbara Kurdej-Szatan no papel. Em 22 de agosto de 2019, foi anunciado que Nowakowska sediaria o Junior Eurovision Song Contest 2019, ao lado de Aleksander Sikora e Roksana Węgiel, em Gliwice, em 24 de novembro.

## Filmografia selecionada
| Ano  | Título           | Função         |
| ---- | ---------------- | -------------- |
| 1997 | Desgraçado       |                |
| 2004 | Fora do alcance  | Irena Morawska |
| 2011 | Sala de suicídio | Weronika       |